# Limatula similaris
Limatula similaris är en musselart som först beskrevs av Dall 1908.  Limatula similaris ingår i släktet Limatula och familjen filmusslor. Inga underarter finns listade i Catalogue of Life.